# Adelaide-Halbinsel
Die Adelaide-Halbinsel (englisch Adelaide Peninsula, Inuktitut Illuiliq) ist eine kaum bewohnte Halbinsel im Zentrum des kanadischen Territoriums Nunavut.
Sie ist über den McCrary Isthmus mit dem Festland verbunden. Sie ist im Osten begrenzt durch das Chantrey Inlet und das Rasmussen Basin, im Nordosten durch die Simpson Strait, im Nordwesten durch den Queen Maud Gulf und im Südwesten durch das Sherman Inlet und das Sherman Basin, eine Inlandsbucht von der Größe des Bodensees. Die Adelaide-Halbinsel ist durch das schmale Sherman Inlet von der Klutschak-Halbinsel getrennt und durch die Simpson Strait von King William Island. Sie ist benannt nach Königin Adelheid von Sachsen-Meiningen, der Ehefrau König Wilhelm IV. von Großbritannien.
An der Simpson Strait befindet sich die Bucht Starvation Cove, der südlichste Punkt, der 1848 von den Mitgliedern der Franklin-Expedition auf ihrem Marsch nach Süden nachweislich erreicht wurde.